# گنرال گشوو
گنرال گشوو (به بلغاری: General Geshevo) یک منطقهٔ مسکونی در بلغارستان است که در شهرستان ژبل واقع شده‌است.